# 辛建忠
辛建忠（7月10日—），台灣電影監製、製片，影視從業資歷超過30年，實際參與製作數十檔大型時裝、古裝、武俠動作連續劇，並擔任要職。曾任楊佩佩工作室進中國大陸拍攝大型動作戲之製作統籌。之後更參與星、港大型連續劇製作。2005年進入緯來電視網。2016年獨立於緯來電視網影視製作中心，擔任電視電影開發創作之監製。

## 經歷簡介
辛建忠曾經歷場務、副導、美術道具、節目製片、製片主任、財務監製、總監製助理、後期總協調，實務工作經歷豐富。
早期遊走老三台，於早期進入中國大陸拍戲。為台海兩岸合拍劇接觸甚早。2005年自上海回台後，加入緯來電視網，擔任緯來戲劇台監製。2007年轉任緯來電影台，致力電視電影的開發及拍攝製作。至2018年共創作有50部之多，從故事劇本開發到後期完成，全力參與。

## 外部連結
- 王少偉扮更生人 剃平頭囉哩叭嗦 （页面存档备份，存于）.中時新聞網.2013-03-20
- 緯來電影台-緯來自製電影 （页面存档备份，存于）